# Pic cannelle
Espèce
Statut de conservation UICN

 LC  : Préoccupation mineure
Le Pic cannelle (Celeus loricatus) est une espèce d'oiseaux de la famille des Picidae.

## Caractéristiques
Il mesure 20 - 21 cm et pèse environ 83 g. Le dessous est blanc écaillé (plus sombre chez la femelle). Le mâle a une bande malaire rouge.

## Répartition et habitat

Image de la répartition de Celeus loricatus.

Le Pic cannelle est une espèce vivant dans un espace géographique située en Amérique latine, il s'étend sur 1 200 000 km2. Cet oiseau peuple le Costa Rica, le Panama et le Chocó-Magdalena.
Le Pic cannelle vit entre 0 et 1500 m dans des forêts subtropicales, dans des forêts sèches, humides de basse altitude et dans des zones artificielles terrestres comme d'ancienne forêt. La durée de vie d'une génération est de 4,4 ans.

## Menaces et conservation
L'espèce est inscrite sur la liste rouge de l'UICN en tant que espèce dite de Préoccupation Mineure (LC). On estime sa population en 2016 de 50 000 à 499 999 individus. De plus, la tendance de la population décroît.